# Raymond de Saussure
Raymond de Saussure (* 2. August 1894 in Genthod; † 29. Oktober 1971 in Genf) war ein Schweizer Psychoanalytiker.

## Leben
Der Sohn des Linguisten Ferdinand de Saussure studierte Literatur und Philosophie. Unter dem Einfluss seines Schwiegervaters Théodore Flournoy wandte er sich der Medizin und Psychologie zu. 1919 war er einer der Gründer der Schweizerischen Gesellschaft für Psychoanalyse. Er publizierte 1920 in der ersten Nummer des International Journal of Psychoanalysis eine Zusammenfassung der gesamten französischen psychoanalytischen Literatur. De Saussure wurde von Sigmund Freud analysiert, zuerst 1920 oder 1921 während sechs Monaten. Anschliessend schrieb er das Buch La méthode psychanalytique, mit dem er 1922 an der Universität Genf promovierte. 1927/28 war er mitbeteiligt an der Gründung der Société psychanalytique de Paris. In Berlin wurde er von Franz Alexander analysiert. 1937 liess sich de Saussure in Paris nieder, wo er mehr als zwei Jahre von Rudolph Loewenstein analysiert wurde. Zurück in der Schweiz arbeitete er in leitender Position an der psychiatrischen Klinik Prangins. Von 1940 (oder 1941) bis 1952 lebte er in New York, wo er in Kontakt mit der Ich-Psychologie kam und als Lehranalytiker tätig war. 1952 kehrte er nach Genf zurück und wurde zu einem wichtigen Organisator der Psychoanalyse in der Romandie. Von 1961 bis 1967 war er Präsident der Schweizerischen Gesellschaft für Psychoanalyse.